# 아시모리역
아시모리역(일본어: 足守駅)은 일본 오카야마현 오카야마시 기타구에 위치한 서일본 여객철도 기비 선의 철도역이다. 단선 승강장 1면 1선의 구조를 갖춘 지상역이다.

## 이용 현황
| 승차 인원 추이 | 승차 인원 추이 |
| 연도           | 1일 평균       |
| -------------- | -------------- |
| 1999           | 723            |
| 2000           | 739            |
| 2001           | 708            |
| 2002           | 685            |
| 2003           | 737            |
| 2004           | 673            |
| 2005           | 668            |
| 2006           | 652            |
| 2007           | 626            |
| 2008           | 609            |
| 2009           | 590            |
| 2010           | 586            |
| 2011           | 584            |
| 2012           | 578            |
| 2013           | 576            |
| 2014           | 570            |

## 역 주변
- 오카야마 자동차도 오카야마소자 나들목
- 국도 제180호선 · 국도 제429호선

## 역사
- 1904년 11월 15일 : 주고쿠 철도 기비 선 개업과 동시에 설치.
- 1944년 6월 1일 : 주고쿠 철도의 철도 부문이 국유화되어, 국유철도 기비 선의 역이 된다.
- 1971년 11월 1일 : 무인역화.
- 1987년 4월 1일 : 일본국유철도 분할 민영화에 의해, 서일본 여객철도가 승계.
- 2007년 7월 24일 : ICOCA 대응의 간이형 자동 개찰기를 설치.

## 인접 역
| 서일본 여객철도 기비 선    | 서일본 여객철도 기비 선 | 서일본 여객철도 기비 선 |
| -------------------------- | ----------------------- | ----------------------- |
| 빗추타카마쓰 오카야마 방면 | ■ 기비 선               | 핫토리 소자 방면        |